# Fica

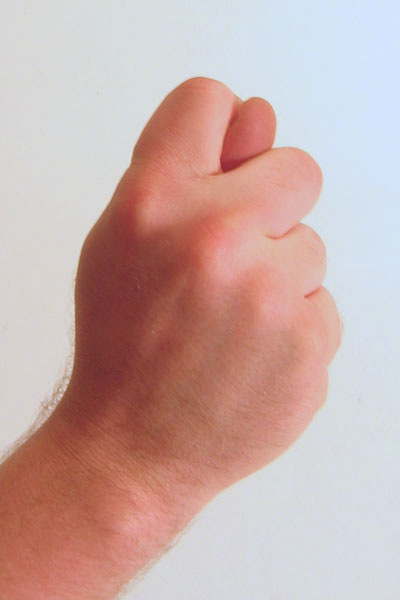
Fica

Fica är en obscen gest som används i medelhavsländerna som skydd mot personer med onda ögat. Gesten görs genom att rikta en knuten näve med tumspetsen mellan pek- och långfingret mot personen med det onda ögat. Fica är ett exempel på en apotropeisk handling. Se även corna.
Gesten har sitt ursprung åtminstone i romersk antik. På italienska och napoletanska kallas den "far' le fiche" ("göra fitta"), och avses likna en vulva med klitoris."